# Jenny Hval

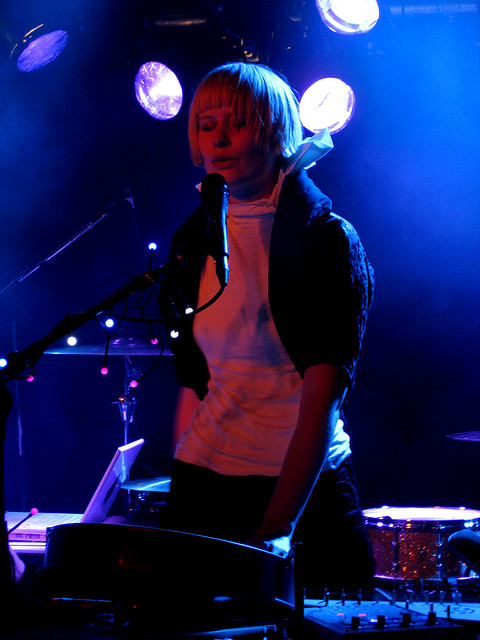
Jenny Hval (Øya Festival, 2008)

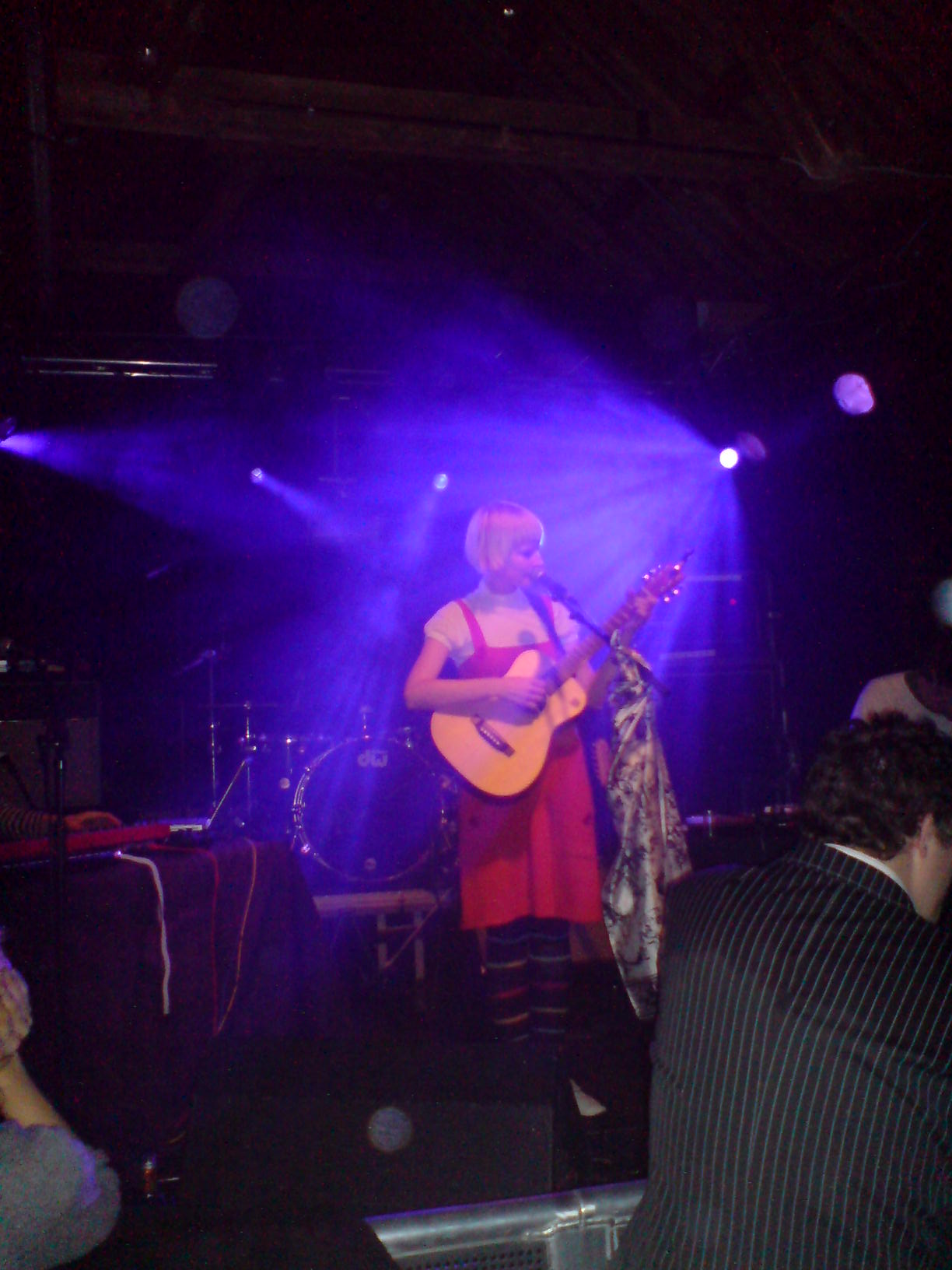
Jenny Hval live in Tromsø

Jenny Hval, vormals unter dem Künstlernamen Rockettothesky bekannt, (* 11. Juli 1980 in Oslo) ist eine norwegische Sängerin, Komponistin, Liedtexterin und Schriftstellerin.

## Leben
Hval studierte an der Universität Melbourne in Australien die Fächer Kreatives Schreiben und Performance. Während ihres Studiums in Australien trat sie ab 2003 mit den australischen Gruppen iPanic und Folding for Air als Sängerin auf. Nach ihrer Rückkehr nach Norwegen kam 2006 ihre erste EP Cigars heraus, die für die Sparte Best Newcomer des norwegischen Spellemannprisen nominiert wurde. Hier benutzte sie bereits den Künstlernamen Rockettothesky. Im gleichen Jahr folgte die CD To Sing You Apple Trees und 2008 Medea. 2010 wurde ihr Roman Perlebryggeriet für den Sørlandets literaturpris
nominiert.
Seit 2011 benutzt Hval ihren Geburtsnamen und veröffentlichte bei Rune Grammofon die Alben Viscera und Innocence Is Kinky. In Zusammenarbeit mit ihrem Lebensgefährten Håvard Volden erschien 2012 die CD mit dem von ihr gewählten Titel Nude on Sand. Gemeinsam gründeten Hval und Volden, die im Osloer Stadtteil Grønland leben, zudem das Independent-Label Meddle Records.
Mit Susanna Wallumrød arbeitete Hval an Klanginstallationen und dem gemeinsamen Album Meshes of Voice, das im Spätsommer 2014 erschienen ist. Das Album der beiden wurde im Erscheinungsjahr in der Offenen Klasse mit dem Spellemannprisen ausgezeichnet.
Während eines sechsmonatigen Aufenthalts in New York City tourte Jenny Hval im Sommer 2014 mit der Noise-Rock-Band Swans durch die Vereinigten Staaten und Großbritannien.
Hval veröffentlicht neben ihrer Tätigkeit als Musikerin Texte in Zeitschriften, Sammelbänden und CDs und ist freie Autorin und Kolumnistin. Bisher erschienen in Norwegen drei Bücher von ihr, von denen zwei ins Englische übersetzt wurden.

## Diskografie
- Cigars (als Rockettothesky, Trust Me Records 2006)
- To Sing You Apple Trees (als Rockettothesky, Trust Me Records 2006)
- Medea (als Rockettothesky, Trust Me Records 2008)
- Viscera (Rune Grammofon 2011)
- Jenny Hval / Håvard Volden: Nude on Sand (SOFA, 2012)
- Kim Myhr & Jenny Hval / Trondheim Jazz Orchestra: In the End His Voice Will Be the Sound of Paper (Hubro, 2012)[4]
- Innocence Is Kinky (Rune Grammofon 2013)
- Jenny Hval & Susanna: Meshes of Voice (SusannaSonata, 2014)
- Apocalypse, Girl (Sacred Bones (Cargo Records) 2015)
- Blood Bitch (Sacred Bones (Cargo Records) 2016)
- The Practice of Love (Sacred Bones (Cargo Records) 2019)
- Classic Objects (4AD 2022)
- Iris Silver Mist (4AD 2025)

## Romane
- Perlebryggeriet. Kolon, Oslo 2009, ISBN 978-82-05-39375-2.
  - englische Ausgabe: Paradise Rot: A Novel. Verso, London 2018, ISBN 978-1-7866-3383-5.
  - deutschsprachige Ausgabe: Perlenbrauerei. Aus dem Norwegischen von Rahel Schöppenthau und Anna Schiemangk, März Verlag, Berlin 2022, ISBN 978-3-7550-0003-7.
- Inn i ansiktet. Forlaget Oktober, Oslo 2012, ISBN 978-82-495-1066-5.
- Å hate Gud. Forlaget Oktober, Oslo 2018, ISBN 978-82-495-1972-9.
  - englische Ausgabe: Girls Against God, Verso, London 2020, ISBN 978-1-7887-3895-8.
  - deutsche Ausgabe: Gott Hassen. Aus dem Norwegischen von Clara Sondermann, März Verlag, Berlin 2023, ISBN 978-3-7550-0015-0.